# Yambavati

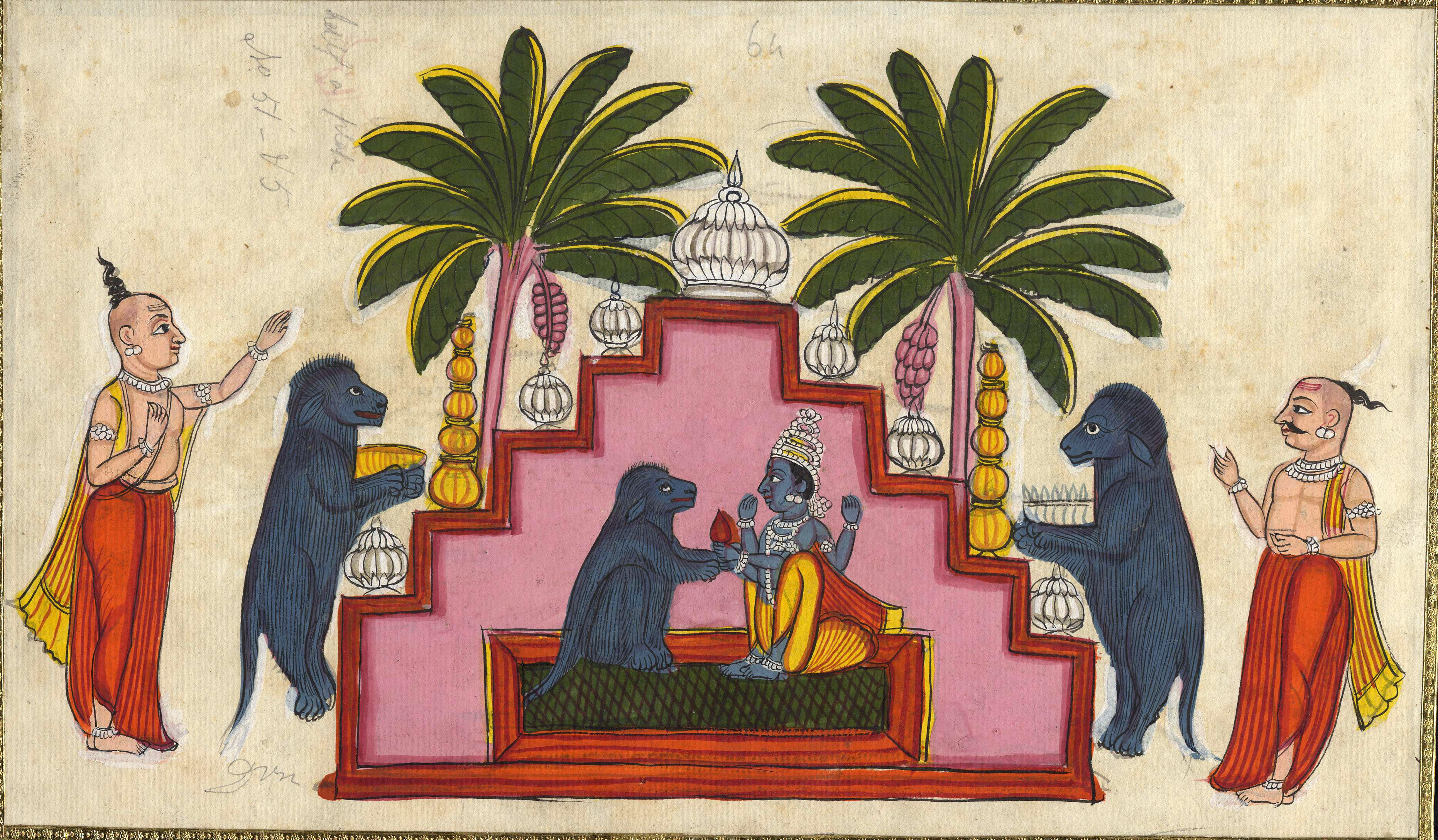
La osa Yambavati se casa con Krisná. Obra de 1805, en poder del Museo Británico (en Londres).

En la mitología hinduista, Yambavati es una de las asta-bharia, las ocho principales esposas del rey dios hinduista Krisná.
Ella era la amiga más querida de Rukminí (la primera esposa de Krisná), y siempre estaba ocupada en una guerra fría contra Satiábhama (la tercera esposa de Krisná). A pesar de que fue la segunda princesa que se casó con Krisná ―después de Rukminí―, Yambavati fue la tercera en orden de importancia después de Satiábhama, que era la tercera esposa en orden cronológico.
Ella era la única hija hembra del rey oso Yambaván.
Krisná se casó con Yambavati cuando derrotó a Yambaván para recuperar la joya robada Siamantaka.

## Nombre sánscrito
- jāmbavatī, en el sistema AITS (alfabeto internacional para la transliteración del sánscrito).[4]
- जाम्बवती, en escritura devanagari del sánscrito.[4]
- Pronunciación:
  - /yámba vatí/ en sánscrito[4] o bien
  - /yambabáti/ o /yambobóti/ en varios idiomas modernos de la India (como el bengalí, el hindí, el maratí o el palí).
- Etimología: el patronímico Yambavati significa ‘la [hija] de Yambavat’.[4]
  - yambavat: ‘que tiene barro’, embarrado, siendo yamba: ‘barro’; y vat: ‘el que posee’.

El Jari-vamsa sugiere que Rójini puede ser un nombre alternativo de Yambavati.
Sridhara, un comentarista del Bhagavata-purana, la identifica con Rójini, una esposa de Krisná.
Sin embargo, el comentarista Ratna Garbha no está de acuerdo.

A Yambavati también se le dan los epítetos Narendra Putri (‘hija del rey de los hombres’) y Kapindra Putri (‘hija del rey de los monos’).

## Datación de su leyenda
Su nombre no es mencionado en el Rig-veda (el texto más antiguo de la India, de mediados del II milenio a. C.).
Su leyenda aparece recién en el capítulo 3.13 del Majábharata (texto épico-religioso del siglo III a. C.).
A medida que pasaron los siglos se compusieron más detalles de su casamiento con Krisná.

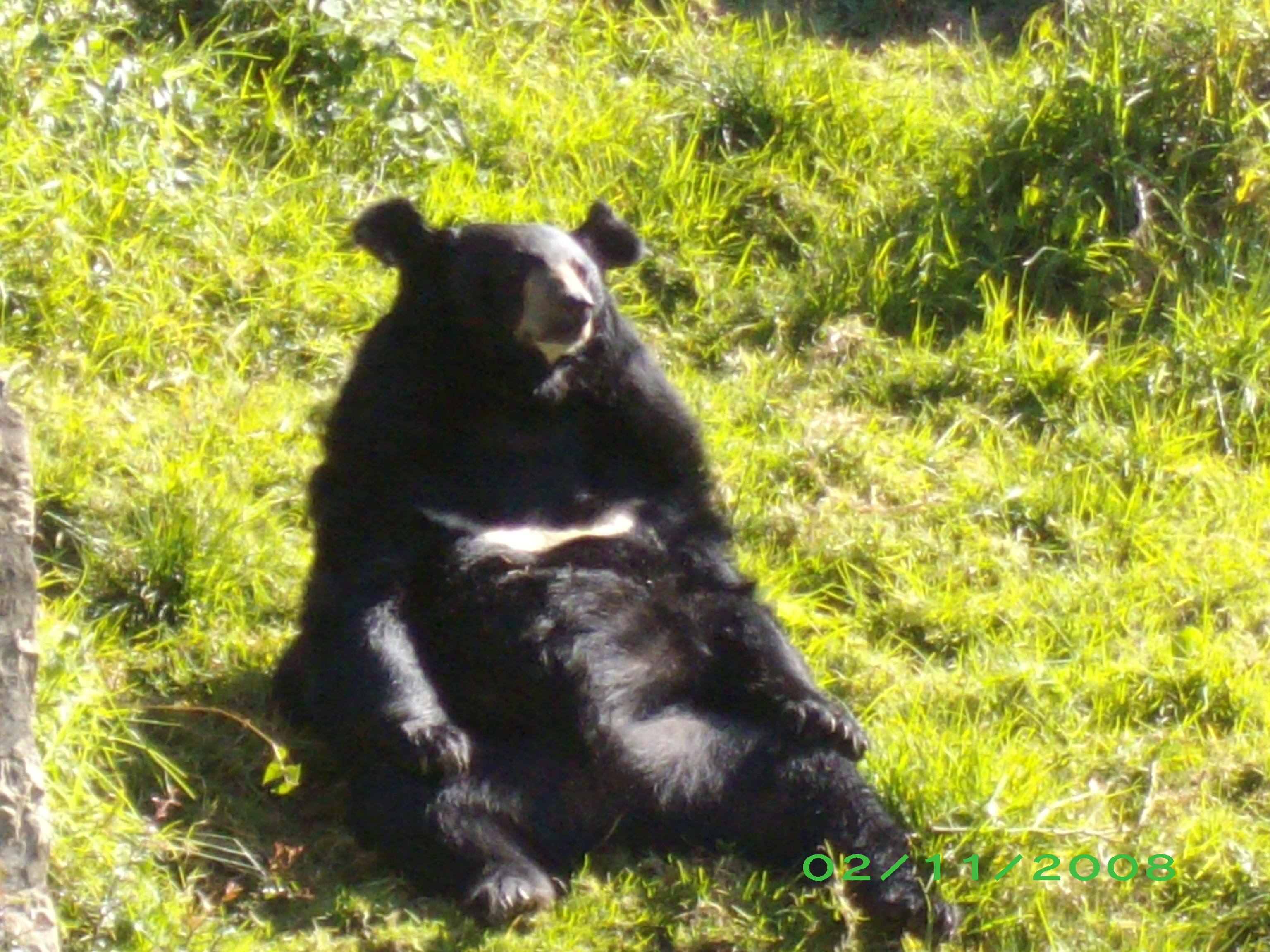
Un oso riksa, de la especie a la que pertenecía Yambaván.

Según el Ramaiana, su padre Yambaván había sido ministro y consejero del rey mono Sugriva, que ayudó a Rama, el avatar anterior de Krisná, que supuestamente vivió varios miles de años antes que Krisná.
A pesar de que a menudo se lo describe como un oso riksha (tipo de oso parecido al perezoso), también se dice que era parecido a un gorila, a un chimpancé, o incluso a un mono.
En la epopeya Majábharata, Yambaván se presenta como el padre de Yambavati.
El Jari-vamsa (texto posterior al Majábharata, incluido en su canon) lo llama el rey de los osos.
Se la menciona en el Visnú-purana y en el Shatrum-yaia-majatmia (10.934). También en el Bhágavata-purana se lo llama así.
Visvanatha Chakravarti menciona que cuando narran esta historia, pocos devotos asocian a Yambavati con la muchacha sin nombre que Yambaván ofrece a Rama. Sin embargo, Rama, que ya está casado y ha hecho la promesa de casarse una sola vez, se niega cortésmente. Yambavati entonces se casó con Rama en su siguiente encarnación como Krisná.

## Leyenda
El matrimonio de Yambavati y Satiábhama con Krisná está estrechamente ligada a la historia de Siamantaka, una joya preciosa que se menciona en el Visnú-purana.
Se debe tener presente que en la época de composición del Majábharata las joyas eran extremadamente raras y los diamantes todavía no se conocían en la India.
La preciosa joya pertenecía originalmente al dios del Sol, Suria.
En una ocasión, el dios Suria, satisfecho con su devoto, el noble rey iádava Satra Yit, le dio la deslumbrante joya como regalo.
Cuando Satrayit regresó a Duaraká, la capital de Krisná, con la joya colgando en el medio de su pecho, la gente lo confundió con el dios Suria.
Krisná le pidió que presentara la joya de Ugrasena, el líder supremo de los iádavas, pero Satrayit no lo hizo.

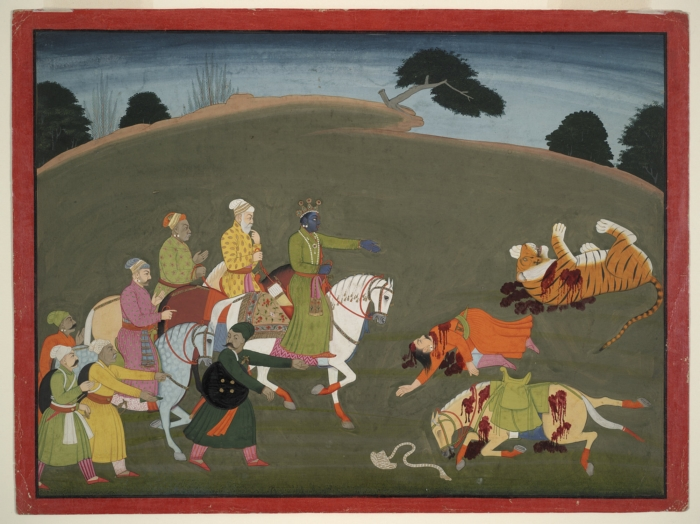
Krisná sobre su caballo encuentra los cadáveres de Prasena y su caballo y el tigre o león que los mató.

Posteriormente Satrayit le prestó la joya Siamantaka a su hermano Prasena, que era gobernador de una provincia iádava. Repentinamente Prasena desapareció. Se rumoreaba que Krisná codiciaba la joya Siamantaka, por lo que habría asesinado a Prasena para quedarse con la joya.
Krisná estaba furioso con esta falsa acusación, por lo que decidió salir con su hermano Balarama y otros guerreros en busca de Prasena, para establecer su inocencia.
Primer volvieron sus guerreros, y más tarde, cuando todos creían que había muerto, reapareció con la joya Siamantaka y con una joven desconocida.
Krisná dijo que había seguido el camino que había tomado Prasena y había descubierto los cadáveres de Prasena y de su caballo. Ambos cadáveres estaban irreconocibles, llenos de cortes. Krisná afirmó que eran las huellas de los dientes y las garras de un león. Entonces dedujo que Prasena había salido a cazar solo al bosque, con la joya en el pecho, pero fue atacado por el león y matado. El león habría tomado la joya del cuello de Prasena, y ―atraído por su gloria deslumbrante― se la habría llevado. Después Krisná siguió el rastro del león y llegó hasta una caverna. Krisná les dijo a sus acompañantes que esperaran fuera, mientras él entró solo. En el interior de la caverna encontró al león muerto. 
Vio también a un osezno jugando con la joya de valor incalculable. Pero cuando Krisná se acercó al cachorro, la nodriza de este chilló, alertando a un gran oso, que atacó a Krisná. Los dos libraron un furioso combate que duró 21 días (según el Visnú-purana).
Tras tres semanas de lucha, el oso empezó a sentirse cansado, y repentinamente se dio cuenta de que ese humano invencible tenía que ser el propio dios Rama. Entonces se rindió a los pies de Krisná y habló en sánscrito. Se presentó como Yambaván, el rey de los osos. Mucho tiempo antes, en la era tretá-iuga, el rey dios Rama había sido su benefactor. Yambaván le había querido regalar su hija, pero Rama había hecho el voto de casarse una sola vez, y ya estaba casado con Sita. Yambaván le explicó a Krisná que el león había entrado en su cueva, y él lo había matado de un solo golpe. Al revisarlo había descubierto que el león llevaba una joya en el cuello y Yambaván se la quitó y la regaló a su hijo como juguete.
Yambaván afirmó que había renunciado a la lucha porque se había dado cuenta de que estaba luchando contra el propio dios Visnú. Entonces le ofreció a Krisná su hija soltera, la osa Yambavati, en matrimonio. Krisná aceptó la propuesta y se casó con Yambavati. Como dote, Yambaván le dio la joya Siamantaka.
Tras la noche de bodas, Yambavati ―que era completamente osa― se convirtió en completamente humana, gracias a las bendiciones (vara) del dios Brahmá, que era su abuelo paterno (ya que Yambaván había sido uno de los hijos no humanos de Brahmá).
Después Krisná se la llevó a Duarká.
Cuando llegaron, el grupo que había acompañado originalmente a Krisná ―que incluía a su hermano Balarama― había regresado al reino y al descubrir que Krisná no había vuelto tras un mes de ausencia, supusieron que había muerto. Cada miembro de la familia real se había reunido para llorar su muerte. Al regresar a Duarká, Krishna narró la maravillosa historia de cómo había recuperado la joya, y su matrimonio con Yambavati.
Satrayit no podía creer que todo ese cuento debía servirle como evidencia de que Krisná no había matado a su hermano. En presencia de Ugrasena, Krisná decidió regresarle la joya a Satrayit. Ese gesto destruyó las dudas del corazón de Satrayit, quien se sintió culpable de haber sido tan desconfiado. Le regaló a Krisná su hija Satiá Bhama en matrimonio, y le dio como dote la joya preciosa. Krisná se casó con Satiábhama, pero rechazó la gema.

## Vida ulterior
El Majábharata y el Devi-bhágavata-purana narran que Yambavati era infeliz cuando se dio cuenta de que solo ella no había dado a luz ningún hijo para Krishna, mientras que todas las demás esposas habían sido bendecidas con muchos hijos. Le pidió a Krisná que buscara una solución para que ella pudiera ser bendecida con un hijo igual al apuesto Pradiumna, el hijo primogénito de Krisná con su esposa principal Rukminí.
Entonces Krisná fue a la ermita del sabio Upamaniú, en los Himalayas. El sabio le aconsejó que adorara al poderoso dios Shivá. Krisná hizo penitencia durante seis meses en varias posturas: el primer mes sostuvo en sus manos un cráneo y una vara, el siguiente mes estuvo de pie sobre una pierna sola, sobreviviendo solamente con agua, durante el tercer mes hizo penitencia parado sobre los dedos de los pies, viviendo solo de aire. Satisfecho con sus austeridades, Shiva se le apareció como Samba (Ardha-Nari-Íshuara, la forma mitad femenina y mitad masculina del dios), y le dijo que le pidiera cualquier favor. Krisná entonces le pidió que quería tener un hijo con Yambavati. Shivá se lo concedió. Krisná volvió a Duaraká, y encontró a Yambavati embarazada. Poco después nació su hijo, al que le pusieron Samba, la forma con que Shivá había aparecido ante Krisná.
El Visnú-purana dice que Yambavati tuvo muchos hijos, encabezados por Samba.
En cambio el Bhágavata-purana entra en detalles: los hijos de Yambavati se llamaron Samba, Sumitra, Puruyit, Shatayit, Sajasra Yit, Viyaia, Chitraketu, Vasuman, Drávida y Kratu.
Samba creció hasta convertirse en una molestia para los iádavas (el clan de Krisná). Su matrimonio con Lakshana, la hija de Duriodhan (el líder de los káuravas) provocó que Duriodhan lo capturara. Finalmente fue rescatado por Krisná y su hermano Balarama.
La peor broma de Samba fue cuando en una ocasión se disfrazó de una mujer embarazada y sus amigos le preguntaron al sabio Viasa y a otros sabios si el bebé sería varón o mujer. Ofendidos, los iracundos sabios dijeron que de Samba nacería una maza de hierro, que destruiría a los iádavas. La maldición se hizo realidad, y condujo a la muerte de Krisná y su clan.

## Incesto de Yambavati con su hijo Samba
De acuerdo con el «Mausala parva» (el ‘capítulo de la maza’ en el Majábharata) y el Samba-purana, un día el sabio volador Nárada ―hijo de Brahma y por lo tanto tío de Yambavati― visitó Duáraka, la ciudad de Krisná. Fue recibido por los miembros de la tribu iadu, pero Samba, orgulloso de su hermosura, no le prestó atención. El vanidoso Nárada se llenó de ira y decidió arruinarle la vida para siempre. El sabio les ofreció licor a Samba y a las 16 100 esposas del rey Krisná. Después de beber, las esposas de Krisná ―entre ellas Yambavati, la madre de Samba― perdieron el control de sus sentidos. Sintieron atracción hacia su hijo Samba y tuvieron relaciones sexuales con él. Nárada mientras tanto informó de esto a Krisná, quien llegó al lugar y los sorprendió. Maldijo a Samba a que debido al incesto que había perpetrado, se enfermara de lepra (aún en la actualidad los hinduistas creen que la lepra es una enfermedad provocada por los pecados del enfermo). También maldijo a sus esposas, que después de la muerte de Krisná fueron secuestradas por ladrones y nunca más recuperadas.
Varios siglos después, en el Bhágavata-purana se desarrolla aún más esta historia. Al morir Krisná, sus esposas se lamentaron mucho y varias decidieron realizar el rito de suicidio satí saltando dentro de la pira funeraria de Krisná.
El capítulo «Mausala parva» del Majábharata, que describe la muerte de todos los familiares de Krisná y la muerte de este, declara que Yambavati viajó junto con unas 16 000 viudas de Krisná, protegidas por el poderoso arquero pándava Áryuna. Un grupo de hombres de la tribu ábhira los atacó y secuestró a todas las esposas. Ese fue el final de Yambavati. El Bhágavata-purana mejora el final diciendo que Yambavati se suicidó quemándose viva al ser secuestrada.

## Yambavati en la literatura
Krishnadevaraya, rey de Viyaia Nagara, compuso una obra de teatro llamada Yambava-kalianam.
Ekaramantha escribió un poema acerca de esta leyenda, llamado Yambavati-parinaiam (‘el matrimonio de Yambavati’).